# Admiral Chabanenko (650)
Admiral Chabanenko (em russo: Адмирал Чабаненко) é um destróier de mísseis guiados da classe Udaloy II (Projeto 1155.1) da Marinha Russa. É o único navio dessa classe a ter sido concluído e comissionado, sendo uma versão aprimorada dos destróieres Udaloy I, com capacidades antissubmarino e antinavio equilibradas. O navio foi batizado em homenagem ao Almirante Andrei Trofimovich Chabanenko.

## História
O projeto do navio começou na década de 1970, sob responsabilidade do projetista-chefe Mikhail Petrovich Mishin. Ele foi construído no estaleiro Yantar, em Kaliningrado, com o batimento de quilha ocorrido em 28 de fevereiro de 1989. Foi lançado ao mar em 14 de dezembro de 1992, com os primeiros testes de mar iniciados em 1995. O navio foi oficialmente incorporado à Marinha Russa em 28 de janeiro de 1999, quando a bandeira de Santo André foi içada. Seu primeiro comandante foi o Capitão de 1ª classe I. A. Bykov, sucedido pelo Capitão de 1ª classe M. Kolyvushko.
Em março de 1999, o Admiral Chabanenko chegou à sua base permanente na Frota do Norte, em Severomorsk. Entre 19 de agosto de 2000 e 13 de setembro de 2001, participou da proteção da área de resgate do submarino nuclear afundado K-141 Kursk, permanecendo no mar por 178 dias. Em 2002, integrou uma missão de longo alcance da Frota do Norte, visitando Islândia, Reino Unido, Noruega e a região de Svalbard. No dia 12 de novembro daquele ano, enquanto estava em Oslo, o navio foi visitado pelo rei da Noruega, Haroldo V, e pelo presidente russo Vladimir Putin. No fim daquele verão, foi considerado o melhor navio da Frota do Norte. Em 2003, participou de exercícios navais conjuntos com a Marinha Francesa no Mar de Barents.
O contratorpedeiro Admiral Chabanenko participou dos exercícios navais conjuntos entre Rússia e Venezuela chamados “VENRUS-2008”, iniciados em 1 de dezembro de 2008 no Mar do Caribe, tendo como capitânia o cruzador nuclear Pyotr Velikiy.
No dia 6 de dezembro de 2008, tornou-se o primeiro navio de guerra russo a atravessar o Canal do Panamá desde a Segunda Guerra Mundial.
Entre novembro de 2009 e abril de 2010, atuou na proteção da navegação na região do Chifre da África e do golfo de Áden, escoltando 17 comboios com mais de 60 navios. Após passar a missão aos navios da Frota do Pacífico, fez escala entre 11 e 13 de abril no porto de Ceuta (Espanha), retornando a Severomorsk em 29 de abril de 2010.
Em junho de 2012, o político turco Masum Türker declarou que o caça de reconhecimento RF-4E, desaparecido em 22 de junho durante voo sobre território sírio, teria sido abatido por um míssil disparado do Admiral Chabanenko.
A partir de abril de 2014, o Admiral Chabanenko encontra-se em reparos e modernização no estaleiro SRZ-35, com a conclusão dos trabalhos prevista para 2025. Após a modernização, o contratorpedeiro será reclassificado como fragata, recebendo armamento de mísseis mais robusto, incluindo quatro lançadores de mísseis antinavio Uran com 16 mísseis Kh-35. Além disso, o navio será equipado com um sistema de lançamento vertical (VLS) para 16 mísseis Kalibr, Oniks ou Zircon. O Admiral Chabanenko também contará com sistemas de defesa aérea Pantsir-M, substituindo os sistemas Kortik.

## Características

#### Características do navioantes da modernização
- Deslocamento: 7.740 / 8.320 toneladas
- Dimensões: 163,5 × 19 × 7,8 m
- Aviação: 2 helicópteros (Ka-27PL e Ka-27RC)
- Armamento principal:
  - 2 × 4 lançadores (LE-190) de mísseis 3M-80 Moskit
  - 8 × 8 lançadores verticais (ZS-95) de mísseis SAM Kinzhal (64 no total)
  - 1 × 2 canhão AK-130 de 130 mm (360 projéteis)
  - 2 complexos CIWS Kortik
  - 2 × 10 lançadores anti-submarino Udav
  - 2 × 4 tubos de torpedo de 533 mm
  - 26 minas
- Sensores e radar:
  - Radar MR-760 Fregat-MA
  - Radar de alvos baixos MZ-350 Podkat
  - Radar Vaigach
  - Sonar GAS Zvezda-2
- Comunicações: 
  - sistema Kristall
- Propulsão: 4 turbinas a gás (2 M-9 de cruzeiro – 10.000 hp cada; 2 M-21 de impulso – 22.500 hp cada), 2 hélices (65.000 hp no total)
- Velocidade máxima: 32 nós
- Autonomia: 6.000 milhas náuticas a 14 nós com 2.000 toneladas de combustível
- Autonomia de vida a bordo: 30 dias
- Tripulação: 296 pessoas

## Galeria

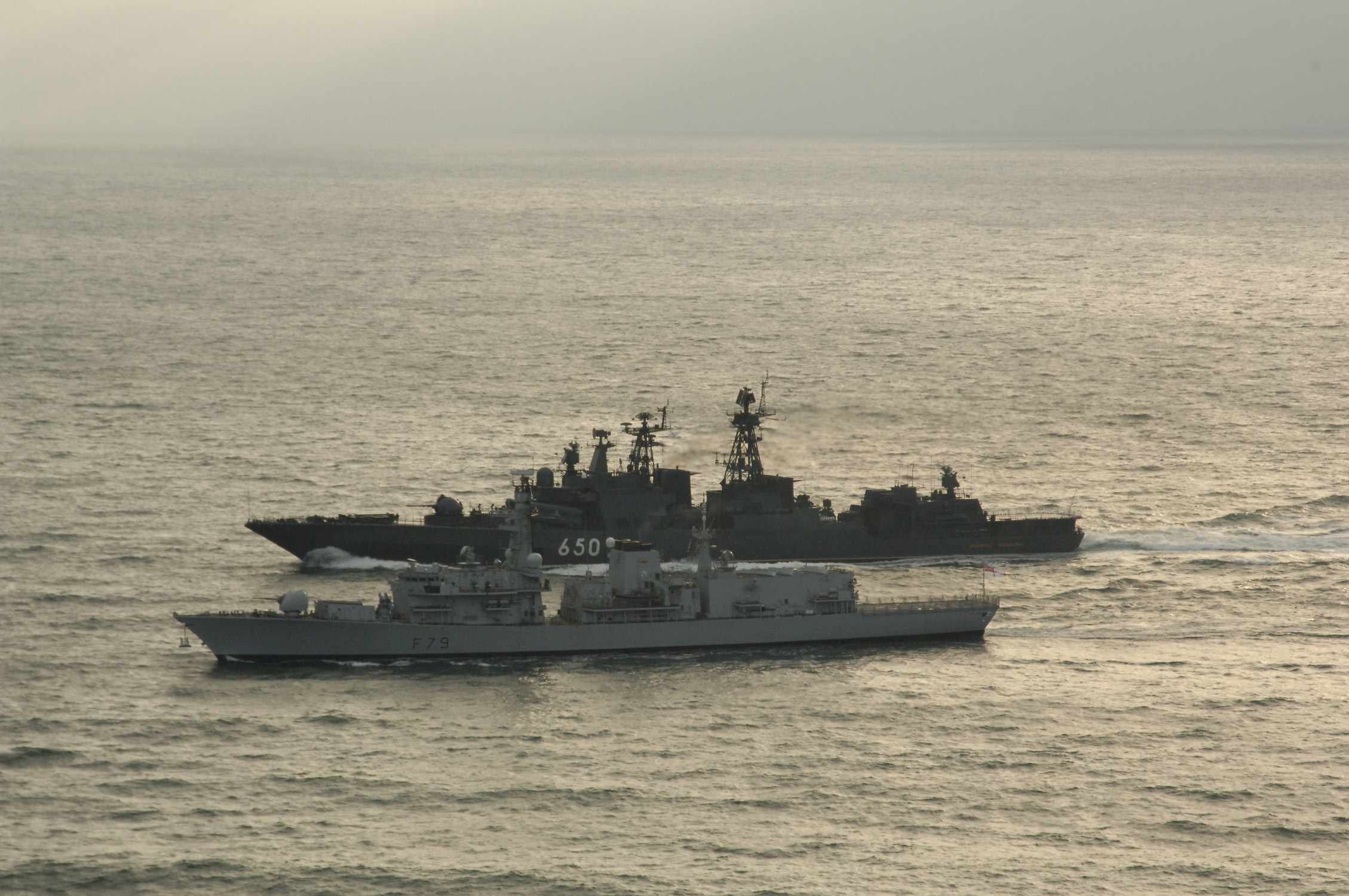
O contratorpedeiro Admiral Chabanenko e a fragata britânica HMS Portland na Baía de Chesapeake, 15 de junho de 2007
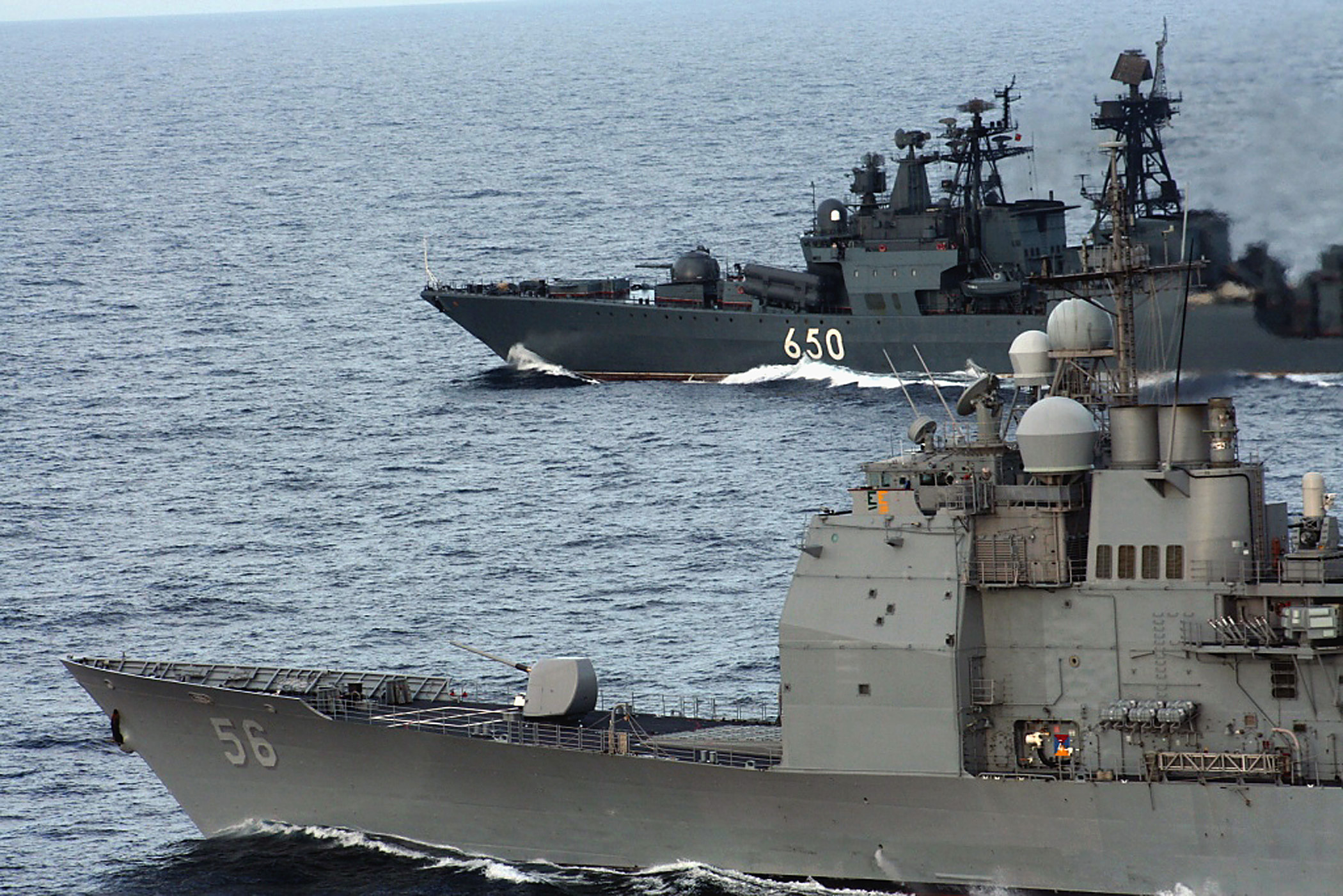
O cruzador estadunidense USS San Jacinto e o contratorpedeiro Admiral Chabanenko no Mar Mediterrâneo, 18 de janeiro de 2008

## Literatura
- Сульженко В. Последний корабль уходящего века и первый века грядущего // Морской сборник. — 1999. — № 2. — С. 37—39.

## Ligações
- RusArmy.com — Grande navio antissubmarino do projeto 1155.1 "Almirante Chabanenko"
- Enciclopédia de Navios, Série 1155.1 (Udaloy II)
- Grandes navios antissubmarinos, projeto 1155.1